# رودمان دريك
جوزيف رودمان دريك (بالإنجليزية Joseph Rodman Drake) (ولد في 7 أغسطس 1795 - توفي في 21 سبتمبر 1820) شاعر أمريكي.
ولد في نيويورك، أصبح يتيما في سن صغيرة. وهو طفل أظهر موهبة لكتابة الشعر. تعلم في جامعة كلومبيا. وفي عام 1813 درس في مكتب طبيب. وفي عام 1816 بدأ ممارسة الطب وفي النفس العام تزوج من سارة ابنة المهندس المعماري في البحرية هنري إيكفورد.
في عام 1819 مع صديقه الشاعر فيتز جرين هاليك كتب سلسلة قصائد ساخرة لجريدة نيويورك إفنينج بوست، نشرت باسم مستعار. لاحقا توفي دريك من داء السل في سن الخامسة والعشرين.
من أشهر قصائده قصيدة «الراية الأمريكية» التي كان مقرر أن يلحنها دفورجاك المؤلف الموسيقي التشيكي في كانتاتا لمطربين اثنين صولو والجوقة والأوركسترا في عام 1892-1893 كمصنف رقم 102.

## المصدر
Joseph Rodman Drake

## روابط خارجية
- رودمان دريك على موقع الموسوعة البريطانية (الإنجليزية)
- رودمان دريك على موقع ميوزك برينز (الإنجليزية)